# Erdensüchijn Narangerel
Erdenesükhiin Narangerel (mong. Эрдэнэсүхийн Нарангэрэл; ur. 25 listopada 1990) – mongolska zapaśniczka. Zajęła dziewiąte miejsce na mistrzostwach świata w 2018. Piąta na igrzyskach azjatyckich w 2014 i siódma w 2018. Srebrna medalistka mistrzostw Azji w 2014 i brązowa w 2018. Trzecia w Pucharze Świata w 2015 i 2018; piąta w 2014 i dziewiąta w 2012. Piąta na Uniwersjadzie w 2013 roku.
Absolwentka Mongolian University of Science and Technology w Ułan Batorze.